# Headsman
Headsman est un super-vilain créé par Marvel Comics. Il est apparu pour la première fois dans Untold tales of Spider-Man #8, en 1996.

## Origines
On ignore tout du passé de Cleavon Twain excepté le fait que c'est un ancien membre d'un gang de motard. Il fut tout d'abord un homme à la solde de Norman Osborn, et il affronta Spider-Man.
Des années plus tard, Osborn le reprit au sein des Thunderbolts. Sous le masque du Bouffon Vert qui attaquait Air Force One, il jeta le discrédit sur Doc Samson. Osborn passa pour un héros en le jetant hors de l'appareil.
Twain, peu éduqué, devint peu à peu le gros bras de l'équipe, et la tête de turc de Mister X.
Durant une mission, son partenaire Scourge fut contrôlé mentalement par la Fondation Atlas. Marvel Boy commanda au cyborg psychotique d'attaquer Osborn, qu'il fit passer pour un traître à la nation. À leur retour au QG, le cyborg tira sur une projection holographique de Norman Osborn, et Twain qui était en face s'écroula, une balle en pleine tête.

## Pouvoirs
- Véritable colosse, Twain est un bon combattant, particulièrement pour les combats de rue.
- Au combat, il utilise une énorme hache.
- Il se déplace sur un disque anti-gravité.